# 十六大国

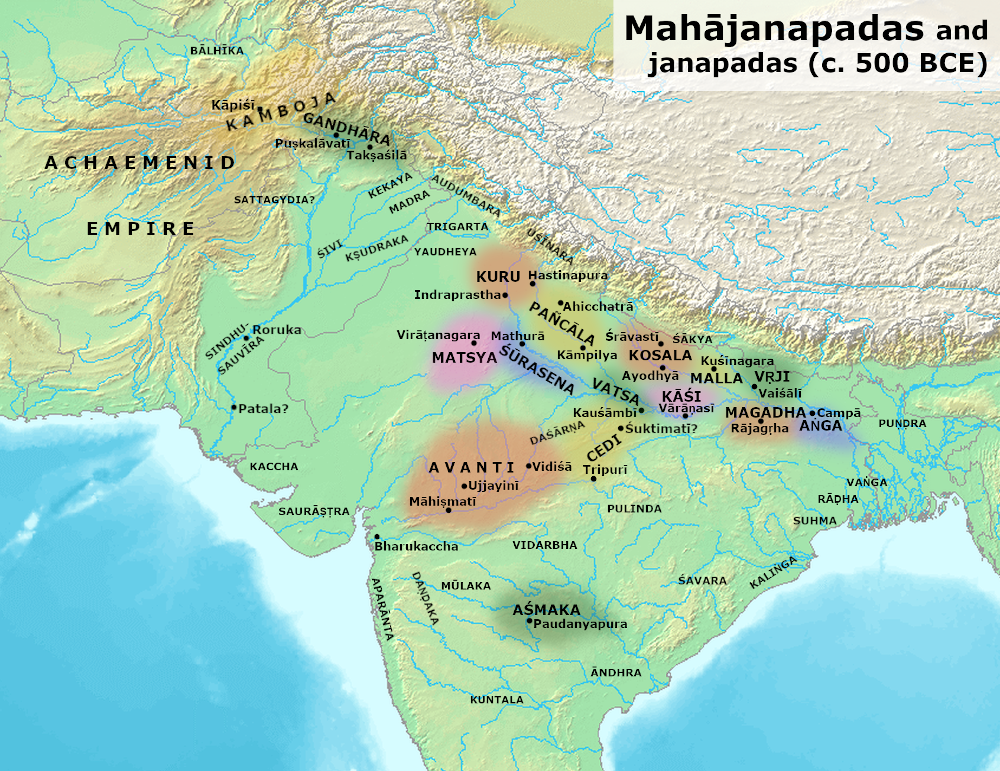
紀元前500年の十六大国の領域

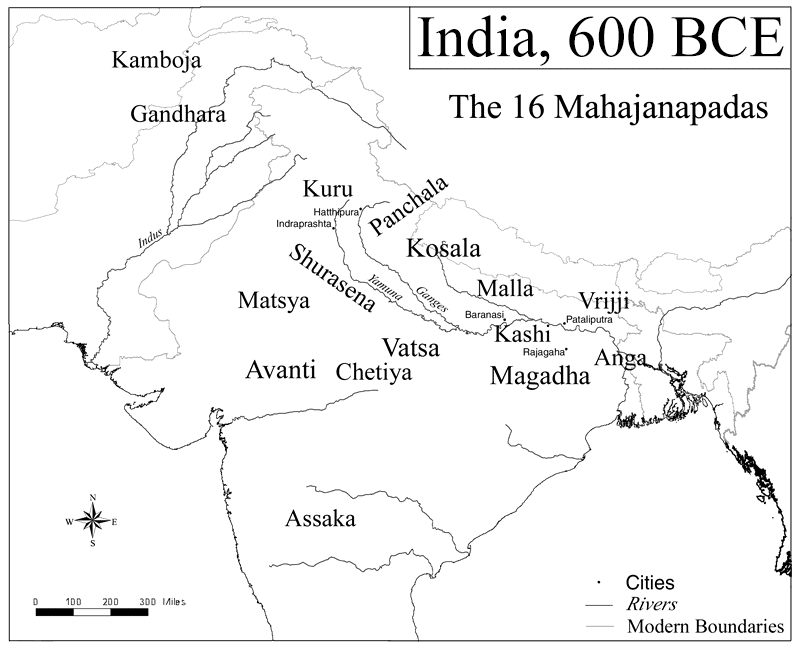
紀元前600年の十六大国の位置
*Kamboja(カンボージャ)
*Gandhara(ガンダーラ)
*Kuru(クル)
*Panchala(パンチャーラ)
*Shurasena(シューラセーナ)
*Kosala(コーサラ)
*Matsya(マツヤ)
*Malla(マッラ)
*Vrijji(ヴァッジ)
*Kashi(カーシー)
*Vatsa(ヴァンサ)
*Anga(アンガ)
*Avanti(アヴァンティ)
*Chetiya(チェーディ)
*Magadha(マガダ)
*Assaka(アッサカ)

十六大国（じゅうろくたいこく、サンスクリット: षोडश महाजनपदाः 、 IAST: Ṣoḍaśa Mahājanapadāḥ、ショーダシャ マハージャナパダーハ）とは、紀元前6世紀頃から紀元前5世紀頃にかけて古代インド（ここでいうインドは主に北インドを指す）に形成され相互に争っていた諸国の総称。仏典やジャイナ教の聖典によって記録されている。

## 一覧
十六大国の一覧は、仏典『アングッタラ・ニカーヤ』と、ジャイナ教の聖典『ヴィヤーキヤープラジュニャプティ』（「バガヴァティー・スートラ」とも）によれば、以下の通りである。
『アングッタラ・ニカーヤ』
1. アンガ（अङ्ग Aṅga）
2. マガダ（मगध Magadha）
3. カーシー（काशी Kāśī）
4. コーサラ（कोसल Kosala）
5. ヴァッジ（वज्जि Vajji）／ヴリジ(वृजि Vr̥ji)／リッチャヴィ(लिच्छवि Licchavi)
6. マッラ（मल्ल Malla）
7. ヴァツサ（वत्स Vatsa）／ヴァンサ（वंस Vaṃsa）
8. マツヤ（मत्स्य Matsya）／マッチャ（मच्छ Maccha）
9. パンチャーラ（पञ्चाल Pañcāla）
10. チェーディ（चेदि Cedi）
11. クル（कुरु Kuru）
12. シューラセーナ（शूरसेन Śūrasena）／スラセーナ（सुरसेन Surasena）
13. アッサカ（अस्सक Assaka）／アシュマカ（अश्मक Aśmaka）
14. アヴァンティ（अवन्ति Avanti）
15. ガンダーラ（गन्धार Gandhāra）
16. カンボージャ（कम्बोज Kamboja）

『ヴィヤーキヤープラジュニャプティ』
1. アンガ
2. バンガ（ヴァンガ）
3. マガハ（マガダ）
4. カーシー
5. コーサラ
6. バッジ（ヴァッジ）
7. モリー（マッラ）
8. ヴァッチャ（ヴァツサ）
9. アッチャ
10. パーダ（パーンダ、パウンドラ）
11. マラヤ
12. マーラヴァ
13. コッチャ
14. アヴァーハ
15. ラーダ（ラータ）
16. サンブッタラ

十六大国の中には、実際には政府と呼べるような統治機構を備えておらず「国家」として扱うかどうかが議論の対象になるような国もあり、16という数字自体は非常に観念的なものである。原始仏教の時代に周辺の強国を数えてリストにする作業が行われ、後に16国を大国として並べる定型化が生じたといわれている。大国として挙げられる国は後世に何度か入れ替えも行われており、単純にこの16国だけが大国であったというわけではない。一般的に十六大国が言及される場合、『アングッタラ・ニカーヤ』で上げられた16国を指す。これらの中でもマガダ、コーサラ、ヴァンサ、アヴァンティの4国は後に強大となり、現代の学者の中にはこれらだけを指して四大国と呼ぶ者もいる。

## 起源
アーリア人（アーリヤ人、サンスクリット語の発音としてはこちらの方が原音に近い。）が部族集会（サバー、サミティなどと呼ばれる。）によって選ばれたラージャン（rajan）と呼ばれた指導者達によって率いられパンジャーブ地方に勢力を築いたのは紀元前1500年頃であり、彼らは先住民を制圧して牧畜を中心とする半定住生活を始めた（インド・アーリア人）。この時期から500年あまりを前期ヴェーダ時代と呼び、後のインドの政治世界を形成する王権概念や宗教観、カースト制の原型が形成された。紀元前1000年頃からの後期ヴェーダ時代にはいると、アーリア人達はガンジス川流域にも勢力を拡大し各地に定着していった。こういった過程において次第に従来重要な意思決定を行っていた部族集会に対してラージャンが優位を確立していき、ジャナパダ（国 Janapada、この語の原義は「部族（Jana）の足場」である）と呼ばれる領域が数多く形成されて行った。後期ヴェーダ時代には既に先住民との混血も相当進んでいた。
こういった「国家」は多くの場合、母体となった部族名によって呼ばれた。こうした国家の形成によっていわば群雄割拠とでも言うべき状況がインド亜大陸の北部で生まれ、彼らは離合集散を繰り返し、やがてマハージャナパダと呼ばれるような大国も形成されたのである。これら大国の王の中にはサムラート（帝王）の称号を用いる者も現れた。ただし、これらの国の王権から完全に部族的な要素が排除されたわけではないので、この時期のインドの王制は部族王制と呼ばれる。

## 各国の概要

### アンガ王国
ガンジス川に面した都市チャンパー（現代のチャンダン）を首都とし、当時インド最大級の都市の1つで、遠く南インドやビルマとの交易の中心地として栄えた。
アンガとヴァンガという2つの部族によって形成された。
アンガ王子が建国。
マガダ国の東方に位置し、ガンジス川流域を巡ってマガダ国と覇権を争った。長期にわたるマガダ国との争いでは一時マガダの首都ラージャグリハに迫った時期さえあったが、紀元前6世紀頃、ビンビサーラによるチャンパー占領によってアンガ国の敗北に終わった。以後ビンビサーラは父王が死ぬまでアンガ国を拠点としていた。

### マガダ王国
ガンジス川の下流域（現在のビハール州辺り）に位置し、ラージャグリハ（王舎城）を首都とした国。仏典上の摩訶陀国。紀元前800年頃までにはこの地域にもアーリア系の住民が浸透していた。インドにおいてちょうど鉄器時代が始まった時期だったこともあり、当時インド最大の鉄鉱石の産地であり、かつガンジス川を介した水運と森林資源が存在したこの地方は急激に発達した。
マガダ地方は身分制度が緩い地域（言い換えれば無秩序）であったことが知られ、しばしばガンジス川上流域地方のバラモンなどの知識人達から身分制度の乱れを批判され軽蔑された。これはマガダ地方が当時のアーリア系住民にとっては新天地であり、伝統的なバラモン教の習慣や権威の影響力が小さかったことと関係すると考えられる。マガダは古いバラモン教系文献ではキーカタとも呼ばれている。マガダという名もバラモン教文献に早い時期から登場するが、どちらの名も強い軽蔑の念を込めて使われている。
マガダ国の起源についてはバラモン教系文献に伝説的な説話が残されている。クル族の大王ヴァスが5人の息子に領土を分割した時、長男ブリハドラタがマガダ国の統治者となった。プリハドラタが創設した王朝はバールハドラタ朝と呼ばれる。この王朝のジャラーサンダ王やサハデーヴァ王等の王達はインドの二大叙事詩の1つといわれる『マハーバーラタ』の主要な登場人物である。
そして、この時期のマガダ王の中でも特に名の知られているのは釈迦にまつわる説話でも登場するビンビサーラ王やアジャータシャトル王（阿闍王、あじゃせおう）であり、隣国アンガ国や、ヴァッジ国、マッラ国、カーシー国、コーサラ国をはじめ北インド国家を支配下に入れ、ガンジス川中流域の覇権を掌握した（B.C.5C）。
続いてシシュナーガ王によってシシュナーガ朝が建てられたが、この王朝も仏教系の文献などで非常に重要視される。その後もマガダ国は周辺の大小の国々を次々と征服、従属させていき紀元前4世紀に成立したナンダ朝、そしてその後を受けたマウリヤ朝のアショーカ王（阿育王）の時代にはインド亜大陸のほぼ全域を支配するまでになった。

### カーシー王国
ガンジス川中流に位置するワーラーナシー（ベナレス）を首都とし、釈迦より以前の時代には十六大国中最大の勢力を持った国であった。ワーラーナシーはガンジス川の水運の中心であり、バラモンが修行する宗教的な拠点でもあった。この国の王はその巨大な経済力と軍事力を持って一切の諸王の帝王（サッバラージューナム・アッガラージャ Sabbarajunam aggaraja）たることを目指した。
パータリプトラ（現パトナ）を首都とするマガダ国の王、ジャラーサンダの崩御に伴い独立、カーシャが建国。
紀元前の第一千年紀初期に台頭し始めたコーサラ国の王、カンサは、カーシー国のジャナパダを奪い取り、コーサラ国に併合した（カーシー・コーサラ）。紀元前6世紀末頃、マガダ国王ビンビサーラがコーサラ国王マハーコーサラの娘、コーサラ・デーヴィーと結婚した時に、新婦の持参金として、カーシーがビンビサーラに贈られた。息子アジャータシャトルの手でビンビサーラが殺害され、王妃コーサラ・デーヴィーも逝去すると、コーサラ国王プラセーナジットは、カーシー奪還の戦争を始めた。結局、コーサラ国王がカーシー奪還に成功し、マガダ国とカーシー国の間で和平協定が結ばれた。プラセンジットは、娘ヴァジュラ・デーヴィーをアジャータシャトルに嫁がせ、新婦の持参金として、再びカーシーを贈った。
このようにして、カーシー王国は独立した立場を失い、アジャータシャトルの治世が終わりに向かうと、カーシーはマガダ国に併合された。

### コーサラ王国
現代のウッタル・プラデーシュ州北東部に成立した。初期にはアヨーディヤーを首都とし、後にシュラーヴァスティー（舎衛城）に移った。
コーサラ国は十六大国の中でも最も有力な国の1つであり、マガダとガンジス川流域の覇権を争った。そしてそれ以上にコーサラの名は後世に多大な影響を与える思想・宗教の説話と偉大な文学の舞台として現代に伝えられている。
コーサラ国の勢力範囲には釈迦族（シャーキヤ族）が居住していた。そのためこの国は釈迦（ガウタマ・シッダールタ）に冠する仏教説話の主要な舞台である。釈迦はパセーナディ王とのやりとりの中で釈迦族をコーサラ国の住民であると語っている。当時の首都シュラーヴァスティーは釈迦が人生の多くを過ごした都市であり、祇園精舎に纏わる説話などこの都市を舞台にした仏教説話も多い。
もう1つ、この国を舞台にした文学作品としてインドの二大叙事詩の1つとして知られる『ラーマーヤナ』が上げられる。この物語はコーサラの王子ラーマの妻シーターが羅刹の王ラーヴァナによってさらわれたためにラーマは彼を追ってスリランカまで行き、見事ラーヴァナを倒しシーターを救出、その後国に戻って即位するという話である。
現代インドでも良く知られた話であり、1992年にはラーマ生誕の地に立てられたモスク「バーブリー・マスジド」を巡って1000人以上の死者が出る騒乱が発生したこともある。またラーマーヤナの中でコーサラ王家の祖とされるイクシュヴァーク王(Ikshvaku)はヴェーダ文献の中にその名が見える王である。（ただしイクシュヴァークを祖とする家系はコーサラ王家だけではない。）
なお、西暦4世紀頃にコーサラという名の国が再び建てられているが、この古代のコーサラ国との関係はよくわかっていない。区別するために4世紀頃成立した国を南コーサラ国と呼ぶ。

### ヴァッジ国
ガンジス川の北岸からネパールの丘陵地帯までの広い範囲に広がっていた国。
8部族の連合体として成立し、中でもヴィデーハ族、リッチャヴィ族（離車族）、ジニャートリカ族、ヴァッジ族の4つが有力であったが、他全てを圧倒しうる部族は存在しなかった。
王と言うような全体を統制する指導者は存在せず、集会によって国策が決定され、各部族毎に別の首都、別の集会を持っていた。こういった合議制の統治体制を持った国はガナ、サンガなどと呼ばれた。近現代の学者にしばしば共和国と呼ばれてきた。これはこの制度を伝えたギリシア人の学者がこれを共和制と呼んだことに由来するが、近年ではガナ・サンガ国という呼称が普及している。（詳細はガナ・サンガ国の項目を参照）
リッチャヴィ族についての情報が特によく知られ、サンターガーラと呼ばれる集会堂を中心とした彼らの政治体制は仏教徒の賞賛するところであった。リッチャヴィ族は自らをクシャトリアと規定していたが、彼らが元来のアーリア系住民なのか、アーリア化した現地人なのかについては論争がある。
この国はマガダ国が拡大期に入った際、最も頑強に抵抗した国の1つとして記憶されているが、最後はマガダ王アジャータシャトルの攻撃によって征服された。

### マッラ国
ガンジス川の北岸に位置した国家。
マッラ国（末羅国）はクシナガラ（現在のカシア）とパーヴァーを拠点とした2勢力（クシナガラ・マッラ族、パーヴァー・マッラ族）によって形成された。ヴァッジ国と同じくガナ・サンガ国の1つと言われているが、マッラ国についての記録は非常に乏しい。
パーヴァー・マッラ族は新しく作った集会堂の最初の使用者として釈迦を招請したと伝えられる。また、クシナガラは釈迦が涅槃を決意した土地であり、釈迦の弟子アーナンダが派遣されていた。
リッチャヴィ族のヴァッジ国と対立していたが、マガダ国が膨張を始めるとヴァッジ国と同盟を結んでマガダ国に対抗したという説もあるが、最終的にマガダ国によって征服された。

### チェーディ王国
現在のブンデールカンド東部を中心とし、首都はシュクティマティ（シュクティサーヴァヤ、ソッティヴァティーナガラとも。）と呼ばれる都市であった。
十六大国の1つに数えられているが、クル国の衛星国であったと考えられている。このチェーディ国に関する記録は少ないが仏典にその王統が記されている。
また、カーラヴェーラのHathigumphaの碑文によると、チェーディ王家の分家が南インドにカリンガ王国を設立した。

### ヴァツサ王国
クル国の分流でありガンジス川とヤムナー川に挟まれた領域に勢力を持った。元の首都ハスティナープラがガンジス川の洪水によって壊滅してしまったためにここを捨ててカウシャーンビーに遷都したという。カウシャーンビーは元々チェーディ国によって建設されたものであると言われ、発掘調査から紀元前700年頃に都市が作られたと考えられている。
カーシー国のヴァツサ王により建国。アンガ国やカリンガ国への遠征やヴィデーハ国王の娘、ヴァッジ国のリッチャヴィ族長の娘、アヴァンティ王の娘、クル国のバラモンの娘と姻戚関係を結ぶなど、軍事、外交面で活躍した。
最終的にアヴァンティに併合された。

### クル王国
インダス川とガンジス川に挟まれた国家。
クル国の名の由来となったクル族は、十六大国に関係した諸部族の中でも最も古い部族の1つであると考えられている。前期ヴェーダ時代のバラタ族（バーラタ族、バーラト族）やプール族らの混交の結果形成されたといわれており、その名は伝説的な王クルに由来すると伝えられる。その中心都市はハスティナープラであり、副都と言える地位の都市としてインドラプラスタがあった。
正確な時期は知られていないが、他の十六大国が勢力を拡大する時期よりも古い時代にガンジス川上流域で一大勢力を築いたといわれており、伝説的な叙事詩『マハーバーラタ』に語られた戦争の後にハスティナープラを拠点として勢力を拡大し、アシュヴァメーダ（馬祀祭）を初めとするバラモン教の祭典を執り行ったジャナメージャヤ王の存在に象徴されるように、クル国の領域及びその周辺はバラモン文化の中心地であった。後期ヴェーダ文献もこの地方を中心に形成された。
釈迦の時代には既に勢いを失っており、紀元前4世紀頃にはナンダ朝のマガダ国に征服された。

### パンチャーラ王国
パンチャーラ族はガンジス川の中流域に広がっていたが、古くよりガンジス川を境にしてアヒッチャトラーを首都とする北パンチャーラと、カーンピリヤを首都とする南パンチャーラにわかれていた。またクル族とパンチャーラ族には何らかの関係があったらしく、クル・パンチャーラという表現が古い文献に存在する。
パンチャ（Panca）が「5」を意味するため、前期ヴェーダ時代の5部族の集合体としてパンチャーラ族が成立したという説もある。またパンチャーラ族はクリビ族とも呼ばれていた。
北部パンチャーラを巡ってはクル族と長い戦いを続けていたが、史料が多くなる釈迦の時代には特に目立った活動をしていない。クル国と同じく後期ヴェーダ時代の中でも早い時期に勢力を振るった古い国であり、勢いは失われていた。クル国と同じくナンダ朝のマガダ国によって紀元前4世紀に征服された。

### マツヤ王国（マッチャ国）
現代のジャイプル周辺でヤムナー川の西岸に位置し、西部はチャンバル川北岸の丘陵地帯を支配した。首都はヴィラータナガラ（現在のバイラート）。
首都名のヴィラータナガラは伝説的な王ヴィラータに由来するといわれている。『マハーバーラタ』に登場するパーンドゥ五王子が追放中に一時避難した国であり、非常に古くから存在したと考えられる。
かつては強大な国家であったが、一時チェーディ国に支配されていたこともあり、最後はマガダ国に征服された。

### シューラセーナ国
シューラセーナ国の首都はマトゥラーである。
ヤーダヴァ族（この部族は更に6つあまりの部族に分かれていた）を中心とした数多くの部族によって形成されていた。いくつかの部族はガナ・サンガ制を採用していたという。
マガダ国ナンダ朝のマハーパドマによって滅ぼされた。

### アッサカ国
ゴーダーヴァリ川流域に勢力を持った。首都はPaudanyapuraでポタナ。
カリンガ国やカーシー国と隣接しており、カーシー国が強勢を誇った時代にはその従属国であった。しかしカーシー国の減退に伴って勢力を拡張し、一時カリンガ地方を支配した。最終的にはマガダ国によって征服された。

### アヴァンティ王国
現在のウッジャイン地方を中心に栄えた。この国はアヴァンティとマーヒシュマティーにわけて考えられることもあり、マーヒシュマティーも西部インドで勢力を振るった。
ヴァツサ国王ウダヤナを捕らえ、娘と婚姻するなど西部インドで大勢力を形成した。
アヴァンティ王プラディヨータやパーラカは一時東のマガダ王国と拮抗する大勢力となったが、最終的にはマガダ国のシシュナーガ王
によって征服された。

### ガンダーラ王国
カブール河岸からインダス河口までをその疆域としていた。その領域はペシャーワル渓谷として知られている。のちの時代にガンダーラ人はインダス河を越え、パキスタンのパンジャーブ州北西部をも領土に含めた。ペルシアと中央アジアの重要な交通路であったガンダーラは国際的な商業都市として繁栄した。時代によって、ペシャワール渓谷とタクシラ、スワート渓谷をまとめてガンダーラの領域に含めることがあるが、中心地は常にペシャワール渓谷であった。王国の首都はチャールサダ、タクシラ、ペシャワール、末期にはインダスのフントに置かれた。
カシミール地方やタクシラの周辺に勢力を持ったガンダーラ国は紀元前6世紀後半にはアケメネス朝ペルシアの支配下に入っていた。ダレイオス1世の碑文にはガンダーラを支配下においていたことが書かれている。こうした点において、インドの他の地域とは異なる運命に置かれた国である。ギリシア人の記録にはガンダーラ人は葦の弓と短槍を用いたとある。また、その経済的繁栄を背景に後に仏教揺籃の地となった。

### カンボージャ王国
カンボージャ国は文献や碑文に表される時には常にガンダーラと併置されている。そのためガンダーラとカンボージャの間に深い関係があったと推測されているが、カンボージャ国に関する記録は独立勢力であった時代に関しては少ない。紀元前6世紀末にはガンダーラとともにアケメネス朝に征服され、インド（Hindush）と言う属州を形成した。その豊かさはヘロドトスによってアケメネス朝への納税額の多さを持って語られている。一方でインドの文献にはカンボージャ人は粗暴で野蛮な人々であると伝えられている。